# Catherine Hessling
Andrée Madeleine Heuchling (Pontfaverger-Moronvilliers, 22 de junio de 1900-La Celle-Saint-Cloud, 28 de septiembre de 1979), conocida artísticamente bajo el pseudónimo de Catherine Hessling, fue una actriz y modelo francesa. Posó para Pierre-Auguste Renoir durante los últimos años de la vida del célebre pintor impresionista y más tarde se casó con el segundo hijo de este, el cineasta Jean Renoir, para quien trabajó en sus primeras filmaciones a partir de 1920.

## Biografía
Hessling, nacida en la región de Champaña-Ardenas, había buscado refugio en Niza durante la Primera Guerra Mundial. Sus antepasados paternos procedían de Alsacia, pero se habían mudado a Champaña-Ardenas cuando Alsacia fue transferida a Alemania. En 1917, su belleza llamó la atención de Henri Matisse, por mediación del cual acabó posando para Renoir, actividad que desarrolló hasta la muerte del artista, en diciembre de 1919. 
El segundo hijo de Renoir, Jean, se enamoró de Andrée, y la pareja contrajo matrimonio el 24 de enero de 1920. Andrée, deseosa de hacer carrera como actriz cinematográfica, fue la causante de que Jean abandonara su decisión de dedicarse a la cerámica (siguiendo los pasos juveniles de su padre), y se decidiera por adentrarse en el mundo del cine. Se convirtió en la protagonista de las primeras cinco películas del cineasta.
El 31 de octubre de 1921 Hessling dio a luz a su hijo Alain. La pareja se separó en 1931. Se rumoreó que la causa fueron las incumplidas expectativas de Andrée de protagonizar el film de Renoir La chienne, cuyo papel femenino principal recayó en Janie Marèse.
Hessling interpretó papeles secundarios en tres películas sonoras antes de abandonar definitivamente el mundo del espectáculo. El resto de su vida transcurrió lejos de la atención del público.

### Fallecimiento
Catherine falleció el 28 de septiembre de 1979, a la edad de 79 años, en La Celle-Saint-Cloud, un pequeño suburbio de París. Jean Renoir, su exesposo, había muerto poco antes ese mismo año en California.

## Filmografía
- 1924 : Catherine ou Une vie sans Joie - dir. Albert Dieudonné
- 1925 : La Fille de l'eau - dir. Jean Renoir
- 1926 : Nana - dir. Jean Renoir
- 1927 : La P'tite Lili - dir. Alberto Cavalcanti
- 1927 : Sur un air de charleston - dir. Jean Renoir
- 1928 : Yvette - dir. Alberto Cavalcanti
- 1928 : La Petite Marchande d'allumettes - dir. Jean Renoir
- 1928 : En rade - dir. Alberto Cavalcanti
- 1928 : Tire-au-flanc - dir. Jean Renoir
- 1929 : Le Petit Chaperon rouge - dir. Alberto Cavalcanti
- 1929 : Vous verrez la semaine prochaine - dir. Alberto Cavalcanti
- 1930 : Chasing Fortune (1930) - dir. Rochus Gliese, Carl Koch y  Lotte Reiniger
- 1933 : Du haut en bas - dir. Georg Wilhelm Pabst
- 1933 : Coralie et Cie - dir. Alberto Cavalcanti
- 1935 : Crime et châtiment - dir. Pierre Chenal

## Galería

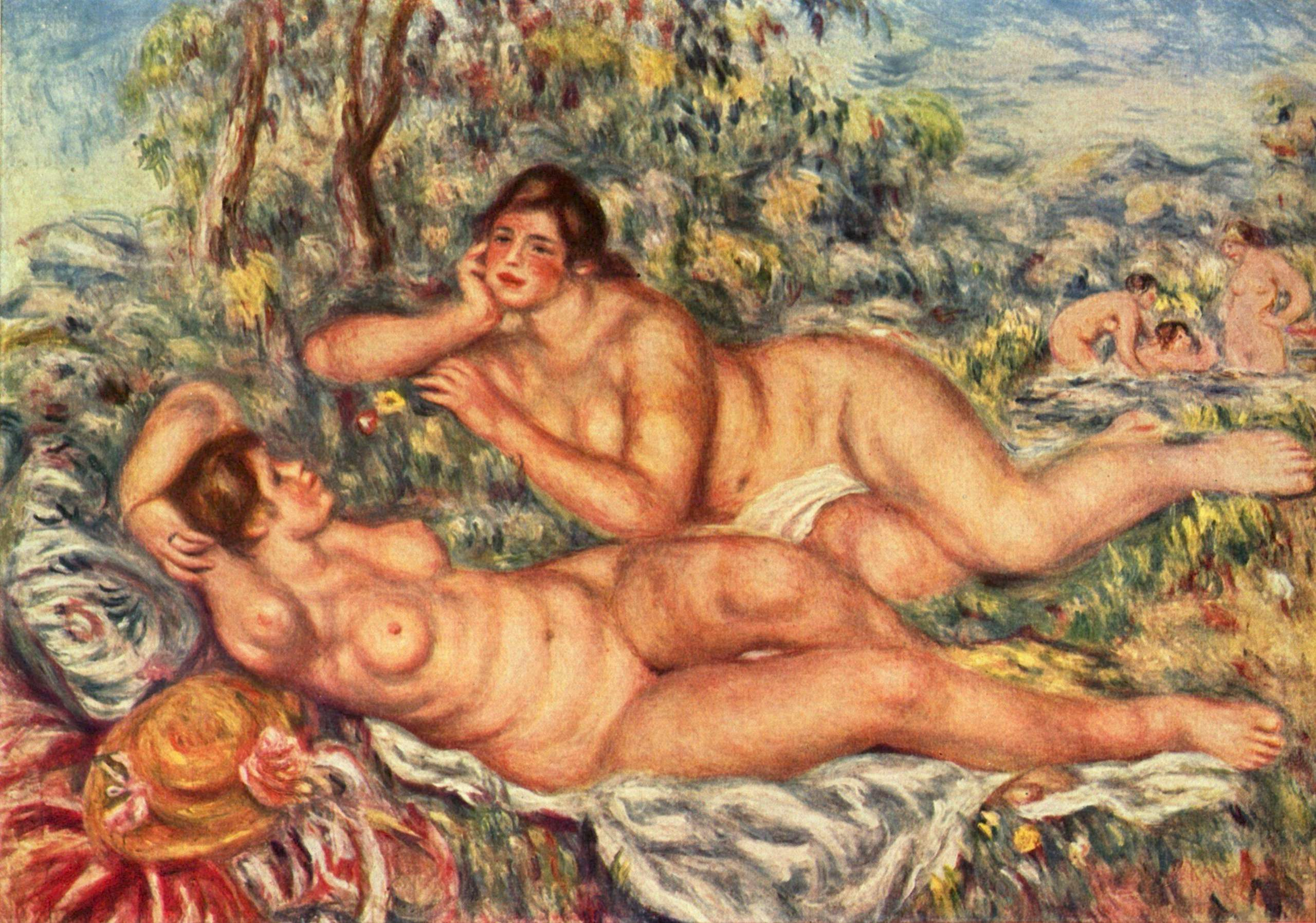
Las bañistas, cuadro de Renoir de 1918-1919 en el Museo de Orsay en París.
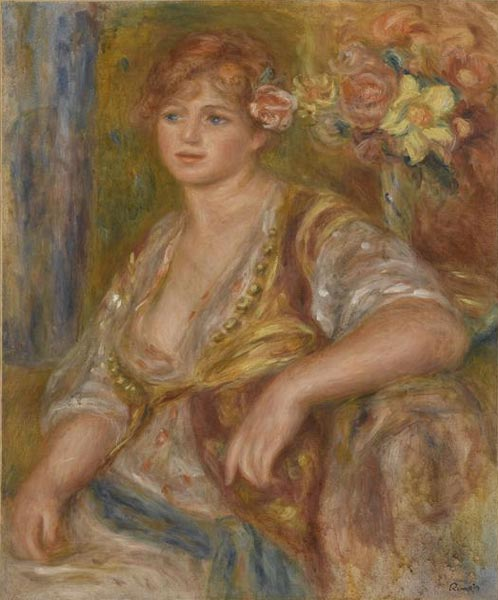
Blonde à la rose, Andrée, 1915-1917 por Pierre-Auguste Renoir
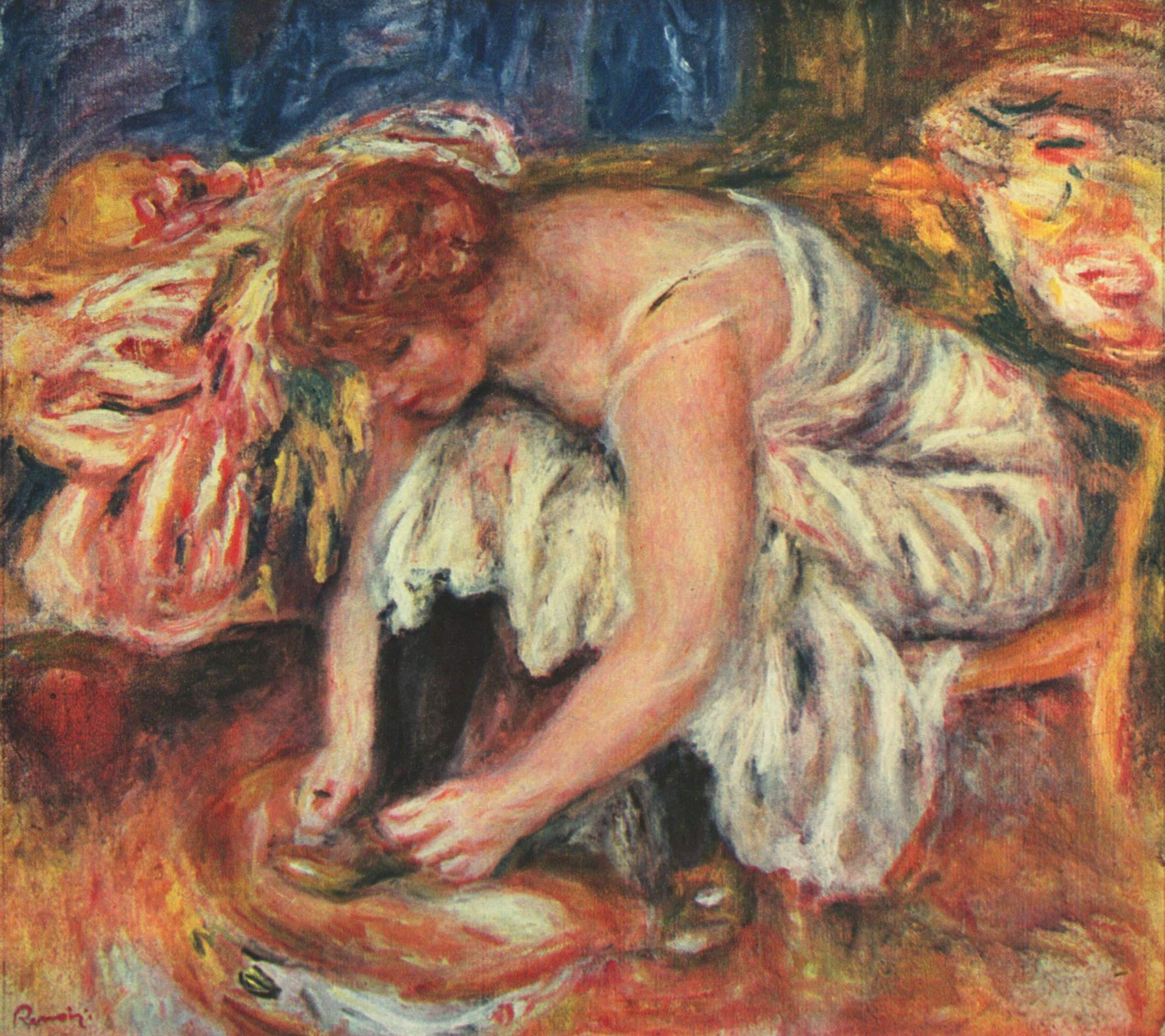
Mujer encordando sus zapatos.

- Datos: Q451030
- Multimedia: Catherine Hessling / Q451030